# Герб Епифани
Герб посёлка городского типа Епифань Кимовского района Тульской области Российской Федерации.
Герб утверждён решением Собрания депутатов муниципального образования рабочий посёлок Епифань Кимовского района от 30 марта 2007 года № 21-66.
Герб внесён в Государственный геральдический регистр под регистрационным номером 3301.

## Описание герба
« В серебряном поле растущие из чёрной оконечности три зелёных стебля конопли с золотыми цветами».— Положение о гербе
Герб городского поселения Епифань, в соответствии со статьёй 4 Закона Тульской области от 21 сентября 2000 г. N 206-ЗТО «О гербе Тульской области» (с изменениями от 25 ноября 2005 г.), может воспроизводиться в двух равнозначных версиях:
 — с вольной частью — четырёхугольником, примыкающим к верхнему краю щита с воспроизведёнными в нем фигурами герба Тульской области;
 — без вольной части.
Герб городского поселения Епифань может воспроизводиться без короны и со статусной территориальной короной. Версия герба со статусной территориальной короной применяется после утверждения Государственным геральдическим Советом при Президенте Российской Федерации соответствующего законодательного закрепления порядка включения в гербы муниципальных образований изображения статусных территориальных корон.

## Описание символики
За основу герба муниципального образования взят исторический герб уездного города Епифань Тульской губернии, Высочайше утверждённый 8-го марта 1778 года, подлинное описание которого гласит: «Щитъ, поле серебряное с черною внизу землею, изъ которой вырастают три былины конопляныя, показуя, что окружности сего города, между прочими произведеніями, изобилуютъ въ конопляхъ».
Сегодня рабочий посёлок Епифань входит в состав муниципального образования «Кимовский район», в гербе которого также использованы три растения конопли, сохраняя преемственность символики объединённой территории.
Серебро — символ совершенства, благородства, чистоты, веры, мира.
Чёрный цвет в геральдике символизирует мудрость, скромность, честность и вечность бытия.
Золото — символ благосостояния, прочности, интеллекта, великодушия.
Зелёный цвет — символ надежды, жизни, природы и плодородия, а также символ здоровья.

## История герба
Исторический герб Епифани был Высочайше утверждён 8 (19) марта 1778 года императрицей Екатериной II вместе с другими гербами городов Тульского наместничества (ПСЗ, 1778, Закон № 14717)
Герб Епифани был составлен в Герольдмейстерской конторе под руководством герольдмейстера князя М. М. Щербатова.
В 1863 году, в период геральдической реформы Кёне, был разработан проект нового герба уездного города Епифани Тульской губернии (официально не утверждён):
«В золотом щите зеленый столб, обремененный 3 стеблями конопли переменного цвета и металла. В вольной части герб Тульской губернии. Щит увенчан серебряной стенчатой короной и окружён золотыми колосьями, соединёнными Александровской лентой».
В советский период исторический герб Епифани не использовался.
23 мая 2002 года был утверждён герб Кимовского района Тульской области, который был разработан на основе исторического герба Епифани.
30 марта 2007 года исторический герб Епифани был утверждён в качестве официального символа рабочего посёлка Епифань.
Восстановление исторического герба Епифани было произведено при содействии «Союза геральдистов России».
Авторская группа: идея реконструкции — Константин Мочёнов (Химки); художник — Роберт Маланичев (Москва); компьютерный дизайн — Юрий Коржик (Воронеж), Оксана Афанасьева (Москва).